# Tuzie
Tuzie är en kommun i departementet Charente i regionen Nouvelle-Aquitaine i västra Frankrike. Kommunen ligger  i kantonen Villefagnan som ligger i arrondissementet Confolens. År 2018 hade Tuzie 184 invånare.

## Befolkningsutveckling
Antalet invånare i kommunen Tuzie
Referens:INSEE